# Pachyseris
Pachyseris is een geslacht van koralen uit de klasse van de Anthozoa (bloemdieren).

## Soorten
- Pachyseris foliosa Veron, 1990
- Pachyseris gemmae Nemenzo, 1955
- Pachyseris inattesa Benzoni & Terraneo, 2014
- Pachyseris involuta (Studer, 1878)
- Pachyseris rugosa (Lamarck, 1801)
- Pachyseris speciosa (Dana, 1846)